# Leighton Rees
Leighton Thomas Rees (* 17. Januar 1940 in Ynysybwl, Wales; † 8. Juni 2003 ebenda) war ein walisischer Dartspieler und erster Weltmeister im Darts.

## Werdegang

### Anfänge
Leighton Rees besuchte die örtliche Mill Street School in Pontypridd, wo einer seiner Lehrer auf Rees’ Zeugnis vermerkte, dass er nur gut darin wäre, die Sport-Seiten des South Wales Echo zu lesen (engl.: "good only for reading the sports pages of the South Wales Echo"). Nachdem er die Schule im Alter von 15 Jahren verlassen hatte, fand er zunächst Arbeit in einem Motoren-Ersatzteillager; dieser Arbeit ging er über 20 Jahre lang nach, bis er schließlich 1976 als professioneller Dartspieler ins Geschäft einstieg.
Rees fand während dieser Zeit zum Dartsport, bis er 1972 allmählich an Aufmerksamkeit in Wales gewann. Sid Waddell, ehemaliger Kommentator für Sky Sports, war zu dieser Zeit Produzent der Fernsehsendung Indoor League Pub Games Show des Senders Yorkshire Television; seine Rechercheure teilten ihm mit, dass man im Süden der walisischen Täler – welche schnell zur Wiege talentierter Dartspieler wurden – ein Trio herausragender Dartspieler gefunden hatte. Es handelte sich um Tony Ridler aus Newport, Alan Evans aus Rhondda und vor allem Leighton Rees aus Ynysybwl.
Waddell gab allen drei schnell die Chance, im walisischen Fernsehen aufzutreten: Sie enttäuschten nicht, Ridler und Evans warfen beide einige Höchstpunktzahlen von 180 Zählern aus. Doch Leighton Rees stahl ihnen die Show: Bei einem Lagerbier und einer Zigarre erzählte er Moderator Fred Trueman mit seinem bald bekannten trockenen Humor Geschichten darüber, wie er und Alan Evans Erfolge gegen die Engländer erzielen konnten.
Im Folgenden nahm Rees an der News of the World Championship teil, welches zu dieser Zeit den Weltmeisterschaftsturnieren sehr ähnlich war; er ging zwar als Favorit ins Turnier, allerdings war sein berühmter lazy-arm-Wurf an diesem Tag zu fest. Er schied in einer frühen Phase des Turniers aus, sehr zum Missgefallen der zahlreich angereisten Fans. Wiedergutmachung leistete er, als er Teil des walisischen Teams war, welches im Jahr 1977 den allerersten WDF World Cup gewann.

### Die neue Weltmeisterschaft
Seine größte Stunde brach 1978 an, als er das erste Embassy World Professional Darts Championship in Nottingham gewann. Als Nummer drei gesetzt, konnte er gegen den Australier Barry Atkinson in Runde eins einen 6-0-Erfolg für sich verbuchen. In der folgenden Runde traf er dann auf seinen guten Freund Alan Evans, der zu dieser Zeit, als Nummer 5 gesetzt, sein Partner im walisischen Team war. Das Spiel ging in die Geschichte ein. Beide Spieler warfen durchschnittlich über 90 Punkte mit drei Darts aus, was damals einmalig war. Evans konnte durch einige 180er früh in Führung gehen, bis Rees das bis dato erste ten dart finish des Turniers auswarf. Rees konnte schließlich durch einen 6:3-Sieg über Evans triumphieren. Der damalige Produktionsleiter der BBC, Nick Hunter, sagte, dass diese Begegnung den Dartsport allen ihren Erwartungen gerecht werden ließ. Er etablierte es in den folgenden Jahren als eine Größe im nationalen Fernsehen.
Im Halbfinale spielte er gegen den entschlossenen US-Amerikaner Nicky Virachkul. Rees erkämpfte sich schließlich ein 8-7, legte hierbei aber ganz neue, kämpferische Qualitäten an den Tag, so dass er im Finale gegen den stark eingeschätzten John Lowe antreten konnte. Er erreichte wieder einen Durchschnitt von über 90 Punkten, so dass er schließlich einen 11-7-Sieg erringen konnte – den einzigen Weltmeisterschaftstitel seiner Karriere.
1979 erreichte Rees erneut das Finale. Wieder hatte er Evans auf seinem Weg bis dorthin besiegen können. Dieses Mal verlor er allerdings mit 0:5 gegen John Lowe. Daraufhin konnte er nur 1980 noch einmal ein Viertelfinale erreichen, 1981 kam er unter die letzten 16. 1982, 1983, 1985 und 1990 schied er sogar jeweils in der ersten Runde aus. Trotzdem sorgten seine Auftritte fast immer für ausverkaufte Hallen, und er blieb einer der beliebtesten Dartspieler, da er neben John Lowe, Eric Bristow, Jocky Wilson, Cliff Lazarenko und später Phil Taylor sowie Raymond van Barneveld maßgeblich dazu beigetragen hat, dass Dart ein vergleichsweise beliebter Sport geworden ist.

## Leben
1980 heiratete Leighton Rees die Kalifornierin Debbie in Las Vegas, während er dort an einem Turnier teilnahm. Gemeinsam kehrten sie nach Ynysybw zurück. Rees verstarb am 8. Juni 2003. In Ynysybwl wurde eine Straße nach ihm benannt, die Leighton Rees Close.

## Weltmeisterschaftsresultate

### BDO
- 1978: Sieger (11:7-Sieg gegen  John Lowe)
- 1979: Finale (0:5-Niederlage gegen  John Lowe)
- 1980: Viertelfinale (1:3-Niederlage gegen  Bobby George)
- 1981: 2. Runde (1:2-Niederlage gegen  Ceri Morgan)
- 1982: 1. Runde (0:2-Niederlage gegen  Angus Ross)
- 1983: 1. Runde (0:2-Niederlage gegen  Cliff Lazarenko)
- 1985: 1. Runde (1:2-Niederlage gegen  Russell Stewart)
- 1987: 1. Runde (0:3-Niederlage gegen  Mike Gregory)
- 1990: 1. Runde (0:3-Niederlage gegen  Eric Bristow)

## Turnierergebnisse
| Turnier                    | 1970                | ......              | 1974                | 1975                | 1976              | 1977                            | 1978                            | 1979                            | 1980                            | 1981                            | 1982                            | 1983                            | 1984                            | 1985                            | 1986                            | 1987                            | 1988                            | 1989                            | 1990                            | 1991               |
| -------------------------- | ------------------- | ------------------- | ------------------- | ------------------- | ----------------- | ------------------------------- | ------------------------------- | ------------------------------- | ------------------------------- | ------------------------------- | ------------------------------- | ------------------------------- | ------------------------------- | ------------------------------- | ------------------------------- | ------------------------------- | ------------------------------- | ------------------------------- | ------------------------------- | ------------------ |
| BDO-Major-Turniere         |                     |                     |                     |                     |                   |                                 |                                 |                                 |                                 |                                 |                                 |                                 |                                 |                                 |                                 |                                 |                                 |                                 |                                 |                    |
| Weltmeisterschaft          | nicht ausgetragen   | nicht ausgetragen   | nicht ausgetragen   | nicht ausgetragen   | nicht ausgetragen | nicht ausgetragen               | S                               | F                               | VF                              | AF                              | 1R                              | 1R                              | n/q                             | 1R                              | n/q                             | 1R                              | n/q                             | n/q                             | 1R                              | n/q                |
| Butlins Grand Masters      | nicht ausgetragen   | nicht ausgetragen   | nicht ausgetragen   | nicht ausgetragen   | nicht ausgetragen | ?                               | S                               | ?                               | F                               | ?                               | AF                              | ?                               | n/t                             | n/t                             | n/t                             | nicht ausgetragen               | nicht ausgetragen               | nicht ausgetragen               | nicht ausgetragen               | nicht ausgetragen  |
| British Professional       | nicht ausgetragen   | nicht ausgetragen   | nicht ausgetragen   | nicht ausgetragen   | nicht ausgetragen | nicht ausgetragen               | nicht ausgetragen               | nicht ausgetragen               | nicht ausgetragen               | VF                              | 1R                              | AF                              | 1R                              | 1R                              | n/q                             | F                               | VF                              | nicht ausgetragen               | nicht ausgetragen               | nicht ausgetragen  |
| British Matchplay          | nicht ausgetragen   | nicht ausgetragen   | nicht ausgetragen   | nicht ausgetragen   | HF                | HF                              | VF                              | VF                              | F                               | VF                              | n/t                             | n/t                             | kein Major-Turnier              | kein Major-Turnier              | kein Major-Turnier              | kein Major-Turnier              | kein Major-Turnier              | kein Major-Turnier              | kein Major-Turnier              | kein Major-Turnier |
| World Masters              | n/a                 | n/a                 | n/t                 | 1R                  | n/t               | 2R                              | 1R                              | 2R                              | 1R                              | VF                              | 2R                              | nicht teilgenommen              | nicht teilgenommen              | nicht teilgenommen              | nicht teilgenommen              | nicht teilgenommen              | nicht teilgenommen              | nicht teilgenommen              | nicht teilgenommen              | nicht teilgenommen |
| WDF-Platin-/Major-Turniere |                     |                     |                     |                     |                   |                                 |                                 |                                 |                                 |                                 |                                 |                                 |                                 |                                 |                                 |                                 |                                 |                                 |                                 |                    |
| News of the World Ch'ship  | HF                  | n/q                 | VR                  | n/q                 | F                 | nicht für Endrunde qualifiziert | nicht für Endrunde qualifiziert | nicht für Endrunde qualifiziert | nicht für Endrunde qualifiziert | nicht für Endrunde qualifiziert | nicht für Endrunde qualifiziert | nicht für Endrunde qualifiziert | nicht für Endrunde qualifiziert | nicht für Endrunde qualifiziert | nicht für Endrunde qualifiziert | nicht für Endrunde qualifiziert | nicht für Endrunde qualifiziert | nicht für Endrunde qualifiziert | nicht für Endrunde qualifiziert | n/a                |
| WDF World Cup              | nicht ausgetragen   | nicht ausgetragen   | nicht ausgetragen   | nicht ausgetragen   | nicht ausgetragen | S                               | n/a                             | AF                              | n/a                             | 3R                              | n/a                             | 3R                              | n/a                             | AF                              | n/a                             | 1R                              | n/a                             | VF                              | n/a                             | 3R                 |
| WDF Europe Cup             | nicht ausgetragen   | nicht ausgetragen   | nicht ausgetragen   | nicht ausgetragen   | nicht ausgetragen | nicht ausgetragen               | VF                              | n/a                             | AF                              | n/a                             | n/t                             | n/a                             | F                               | n/a                             | n/t                             | n/a                             | n/a                             | n/t                             | n/a                             |                    |
| Karrierestatistiken        |                     |                     |                     |                     |                   |                                 |                                 |                                 |                                 |                                 |                                 |                                 |                                 |                                 |                                 |                                 |                                 |                                 |                                 |                    |
| Jahresendplatzierung       | keine Weltrangliste | keine Weltrangliste | keine Weltrangliste | keine Weltrangliste | ?                 | 3                               | 3                               | 4                               | 11                              | 7                               | unbekannt                       | unbekannt                       | unbekannt                       | unbekannt                       | unbekannt                       | unbekannt                       | unbekannt                       | unbekannt                       | unbekannt                       | unbekannt          |

| Legende zu den Turnierergebnissen | Legende zu den Turnierergebnissen | Legende zu den Turnierergebnissen | Legende zu den Turnierergebnissen | Legende zu den Turnierergebnissen | Legende zu den Turnierergebnissen | Legende zu den Turnierergebnissen | Legende zu den Turnierergebnissen | Legende zu den Turnierergebnissen | Legende zu den Turnierergebnissen |
| --------------------------------- | --------------------------------- | --------------------------------- | --------------------------------- | --------------------------------- | --------------------------------- | --------------------------------- | --------------------------------- | --------------------------------- | --------------------------------- |
| n/t                               | nicht teilgenommen                | n/q                               | nicht qualifiziert                | n/a                               | nicht ausgetragen                 | #R                                | Aus in jeweiliger Runde           | GP                                | Aus in der Gruppenphase           |
| AF                                | Achtelfinalist                    | VF                                | Viertelfinalist                   | HF                                | Halbfinalist                      | F                                 | Turnierfinalist                   | S                                 | Turniersieger                     |